# Імпульс (фільм, 1984)
«Імпульс» (англ. Impulse) — американський науково-фантастичний трилер 1984 року режисера Грема Бейкера з Тімом Метісоном, Мег Тіллі та Г'юмом Кроніном у головних ролях. Сюжет фільму розповідає про мешканців невеликого сільського містечка, які починають демонструвати дивну та агресивну поведінку після того, як землетрус незначної сили порушує герметичність закопаних неподалік токсичних відходів.

## Сюжет
Стюарт і його дівчина Дженніфер приїжджають до містечка, щоб відвідати її матір, яка потрапила до лікарні. Пара починає помічати досить дивну поведінку деяких мешканців міста. Стюарт п'є місцеве молоко, а Дженніфер — ні. З плином дня мешканці містечка та Стюарт починають проявляти ознаки жорстокості та екстремальної сексуальної поведінки. Дженніфер відвідує свою подругу Марго, де помічає сліди того, що вона зламала руку своєму синові. Дженніфер намагається виїхати на своїй машині, але невдовзі помічає, що діти прокололи їй шини. Коли ж вона намагається скористатися машиною Марго, діти заманюють її в гараж і підпалюють його. Дженніфер ледь вдається врятуватися. Місцевий лікар піддає матір Дженніфер евтаназії, а потім зводить рахунки з життям. Стюарт дізнається, що брат Дженніфер Едді має до неї інцестуозні почуття, і вбиває його. Місто занурюється в хаос. Дженніфер намагається втекти на пікапі, але застрягає, тільки но виїхавши з міста.
Водночас Стюарт тікає до лісу, де знаходить нещодавно відремонтоване сховище токсичних відходів, слідуючи за яким він потрапляє до молочного заводу. Там він виявляє витік труби, яка капає рідиною у чан з молоком. Повертаючись до міста, він натрапляє на Дженніфер, яка застрягла на пікапі. Допомігши витягнути машину, він попереджає її, що вона, як єдина незаражена, повинна негайно залишити місто, а сам має намір повернутися і допомогти, чим зможе. Далі двоє чоловіків завантажують біплан бочками з рідиною. Після зльоту літака Стюарт підходить до іншого чоловіка, чия урядова машина забита радіопередавачами, і чує розмови про обприскування міста. Стюарт здогадується, що цей чоловік має зв'язок з подіями у місті, але під час конфронтації той стріляє в нього з дробовика. Дженніфер, яка повернулася до міста, стає свідком вбивства свого хлопця. Вона наїжджає на вбивцю своїм пікапом і вбиває його. Місто, переповнене трупами; у новинах повідомляють, що урядові установи наразі не можуть пояснити масову загибель цілого міста. Дженніфер іде геть на тлі заходу сонця.

## Акторський склад
| Актор         | Роль                 |
| ------------- | -------------------- |
| Тім Метісон   | Стюарт               |
| Мег Тіллі     | Дженніфер            |
| Г'юм Кронін   | доктор Карр          |
| Джон Карлен   | Боб Расселл          |
| Емі Страйкер  | Марго                |
| Білл Пекстон  | Едді                 |
| Пітер Джейсон | чоловік у вантажівці |